# تشارلز جوزيف فوغل
تشارلز جوزيف فوغل (بالإنجليزية: Charles Joseph Vogel)‏ هو محامي وقاضي أمريكي، ولد في 20 سبتمبر 1898، وتوفي في 8 سبتمبر 1980.